# Бокариус, Николай Сергеевич
Николай Сергеевич Бокариус (19 [31] марта 1869, Одесса, Херсонская губерния — 1931) — украинский и советский судебный медик, один из основателей отечественной судебной медицины. Отец Николая Николаевича Бокариуса.

## Биография
Родился в Одессе 19 (31) марта 1869 года.
В 1895 году окончил медицинский факультет Императорского Харьковского университета.

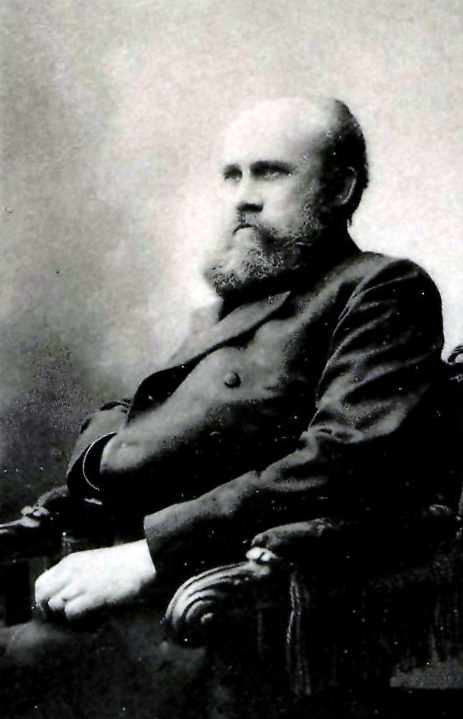
Н. С. Бокариус, 1905

Работал внештатным ординатором факультета хирургической клиники, затем — помощник прозектора (с 1896), прозектор (с 1903). В 1905 году получил звание доктора медицины. С 1910 года — профессор и заведующий кафедрой судебной медицины Харьковского университета; руководил кафедрой до конца своей жизни; в 1925 году ему было присвоено звание заслуженного профессора университета. В 1913 году организовал при университете институт судебной медицины.
В 1923 году создал кабинет научно-судебной экспертизы, который в 1925 году был преобразован в Научно-исследовательский институт судебных экспертиз — был его директором.
С 1923 года — главный государственный эксперт УССР, с 1924 года — консультант Главного управления милиции и розыска УССР.
Основал и редактировал журналы «Архив криминологии и судебной медицины» (1926—1927) и «Вопросы криминалистики и научно-судебной экспертизы» (1931), на украинском языке.
В диссертации, посвященной химической природе и судебно-медицинскому значению кристаллов Флоранса (1902), установил химическую структуру этих кристаллов и опроверг утверждение о специфичности реакции Флоранса.
Областью его научных интересов являлась экспертиза вещественных доказательств. Им предложены: проба на сперму, микроскопическое исследование странгуляционной борозды.